# Baptria moeroraria
Baptria moeroraria là một loài bướm đêm trong họ Geometridae.